# Hyperolius
Hyperolius is een geslacht van kikkers uit de familie rietkikkers (Hyperoliidae).
De groep werd voor het eerst wetenschappelijk beschreven door Wilhelm Ludwig Rapp in 1842. Oorspronkelijk werd de wetenschappelijke naam Eucnemis gebruikt. De verschillende soorten staan bekend als de 'typische of 'echte' rietkikkers.

## Uiterlijke kenmerken
Rietkikkers blijven vaak klein en bereiken een lichaamslengte van twee tot vier centimeter. Veel soorten zijn groen of bruin maar er is een enorme kleurenvariatie. Soms zijn de verschillende exemplaren van dezelfde soort geheel verschillend zoals voorkomt bij de gemarmerde rietkikker (Hyperolius marmoratus). Er komen zowel bruine exemplaren voor als vrijwel wit gekleurde dieren met zwarte en rode lengtestrepen aan de bovenzijde. Bij veel soorten zien de mannetjes er totaal anders uit dan de vrouwtjes, en veel soorten hebben daarnaast een afwijkende kleur als ze nog niet volwassen zijn.
Sommige soorten die op het eerste gezicht onopvallend van kleur zijn beschikken over felle schrikkleuren aan de binnenzijde van de poten. Deze worden getoond zodra een kikker wegspringt en dienen om roofdieren af te schrikken. Bij enkele soorten is de huid deels doorschijnend zodat de inwendige organen zichtbaar zijn, een voorbeeld is de soort Hyperolius leucotaenius.
De soorten uit het geslacht Hyperolius hebben geen paarkussentjes zoals bij andere kikkers voorkomt. De vingers en tenen zijn wel voorzien van hechtschijfjes en de tenen zijn voorzien van zwemvliezen.

## Verspreiding en habitat
Alle soorten komen voor in Afrika, ten zuiden van de Sahara. De rietkikkers hebben een groot verspreidingsgebied. Vrijwel alle soorten leven in tropische bossen.

## Soorten
Er zijn 142 verschillende soorten waarvan enkele pas recentelijk zijn ontdekt, zoals de soort Hyperolius drewesi uit 2016. In onderstaande tabel zijn zeven pas ontdekte soorten weergegeven. Alle soorten werden beschreven door Alan Channing in maart 2013.
| Soorten uit 2013       | Soorten uit 2013                                                             |
| ---------------------- | ---------------------------------------------------------------------------- |
| Soortnaam              | Verspreidingsgebied                                                          |
| Hyperolius dartevellei | Angola, Kameroen, Congo-Kinshasa, Congo, Equatoriaal-Guinea, Gabon en Zambia |
| Hyperolius friedemanni | Malawi                                                                       |
| Hyperolius howelli     | Kenia en Tanzania                                                            |
| Hyperolius inyangae    | Malawi en Zimbabwe                                                           |
| Hyperolius jacobseni   | Centraal-Afrikaanse Republiek                                                |
| Hyperolius lupiroensis | Tanzania                                                                     |
| Hyperolius rwandae     | Rwanda                                                                       |

## Huidige soortenlijst
Geslacht Hyperolius
- Soort Hyperolius acuticephalus
- Soort Hyperolius acutirostris
- Soort Hyperolius ademetzi
- Soort Hyperolius adspersus
- Soort Hyperolius albofrenatus
- Soort Hyperolius argus
- Soort Hyperolius atrigularis
- Soort Hyperolius balfouri
- Soort Hyperolius baumanni
- Soort Hyperolius benguellensis
- Soort Hyperolius bicolor
- Soort Hyperolius bobirensis
- Soort Hyperolius bocagei
- Soort Hyperolius bolifambae
- Soort Hyperolius bopeleti
- Soort Hyperolius brachiofasciatus
- Soort Hyperolius burgessi
- Soort Hyperolius camerunensis
- Soort Hyperolius castaneus
- Soort Hyperolius chelaensis
- Soort Hyperolius chlorosteus
- Soort Hyperolius chrysogaster
- Soort Hyperolius cinereus
- Soort Hyperolius cinnamomeoventris
- Soort Hyperolius concolor
- Soort Hyperolius constellatus
- Soort Hyperolius cystocandicans
- Soort Hyperolius dartevellei
- Soort Hyperolius davenporti
- Soort Hyperolius diaphanus
- Soort Hyperolius discodactylus
- Soort Hyperolius drewesi
- Soort Hyperolius endjami
- Soort Hyperolius ferrugineus
- Soort Hyperolius friedemanni
- Soort Hyperolius frontalis
- Soort Hyperolius fuscigula
- Soort Hyperolius fusciventris
- Soort Hyperolius ghesquieri
- Soort Hyperolius glandicolor
- Soort Hyperolius gularis
- Soort Hyperolius guttulatus
- Soort Hyperolius horstockii – Zuid-Afrikaanse aronskelkkikker
- Soort Hyperolius houyi
- Soort Hyperolius howelli
- Soort Hyperolius hutsebauti
- Soort Hyperolius igbettensis

- Soort Hyperolius inornatus
- Soort Hyperolius inyangae
- Soort Hyperolius jackie
- Soort Hyperolius jacobseni
- Soort Hyperolius kachalolae
- Soort Hyperolius kibarae
- Soort Hyperolius kihangensis
- Soort Hyperolius kivuensis
- Soort Hyperolius koehleri
- Soort Hyperolius kuligae
- Soort Hyperolius lamottei
- Soort Hyperolius langi
- Soort Hyperolius lateralis
- Soort Hyperolius laticeps
- Soort Hyperolius laurenti
- Soort Hyperolius leleupi
- Soort Hyperolius leucotaenius
- Soort Hyperolius lucani
- Soort Hyperolius lupiroensis
- Soort Hyperolius maestus
- Soort Hyperolius major
- Soort Hyperolius marginatus
- Soort Hyperolius mariae
- Soort Hyperolius marmoratus – Gemarmerde rietkikker
- Soort Hyperolius microps
- Soort Hyperolius minutissimus
- Soort Hyperolius mitchelli
- Soort Hyperolius molleri
- Soort Hyperolius montanus
- Soort Hyperolius mosaicus
- Soort Hyperolius nasicus
- Soort Hyperolius nasutus
- Soort Hyperolius nienokouensis
- Soort Hyperolius nimbae
- Soort Hyperolius nitidulus
- Soort Hyperolius nobrei
- Soort Hyperolius obscurus
- Soort Hyperolius occidentalis
- Soort Hyperolius ocellatus
- Soort Hyperolius papyri
- Soort Hyperolius parallelus
- Soort Hyperolius pardalis
- Soort Hyperolius parkeri
- Soort Hyperolius phantasticus
- Soort Hyperolius pickersgilli
- Soort Hyperolius picturatus
- Soort Hyperolius pictus

- Soort Hyperolius platyceps
- Soort Hyperolius polli
- Soort Hyperolius polystictus
- Soort Hyperolius poweri
- Soort Hyperolius protchei
- Soort Hyperolius pseudargus
- Soort Hyperolius puncticulatus
- Soort Hyperolius pusillus
- Soort Hyperolius pustulifer
- Soort Hyperolius pyrrhodictyon
- Soort Hyperolius quadratomaculatus
- Soort Hyperolius quinquevittatus
- Soort Hyperolius raymondi
- Soort Hyperolius rhizophilus
- Soort Hyperolius rhodesianus
- Soort Hyperolius riggenbachi
- Soort Hyperolius robustus
- Soort Hyperolius rubrovermiculatus
- Soort Hyperolius rwandae
- Soort Hyperolius sankuruensis
- Soort Hyperolius schoutedeni
- Soort Hyperolius semidiscus
- Soort Hyperolius sheldricki
- Soort Hyperolius soror
- Soort Hyperolius spatzi
- Soort Hyperolius spinigularis
- Soort Hyperolius steindachneri
- Soort Hyperolius stenodactylus
- Soort Hyperolius substriatus
- Soort Hyperolius swynnertoni
- Soort Hyperolius sylvaticus
- Soort Hyperolius tanneri
- Soort Hyperolius thomensis
- Soort Hyperolius thoracotuberculatus
- Soort Hyperolius tornieri
- Soort Hyperolius torrentis
- Soort Hyperolius tuberculatus
- Soort Hyperolius tuberilinguis
- Soort Hyperolius ukwiva
- Soort Hyperolius veithi
- Soort Hyperolius vilhenai
- Soort Hyperolius viridiflavus
- Soort Hyperolius viridigulosus
- Soort Hyperolius viridis
- Soort Hyperolius watsonae
- Soort Hyperolius wermuthi
- Soort Hyperolius xenorhinus
- Soort Hyperolius zonatus